# Kuremäe

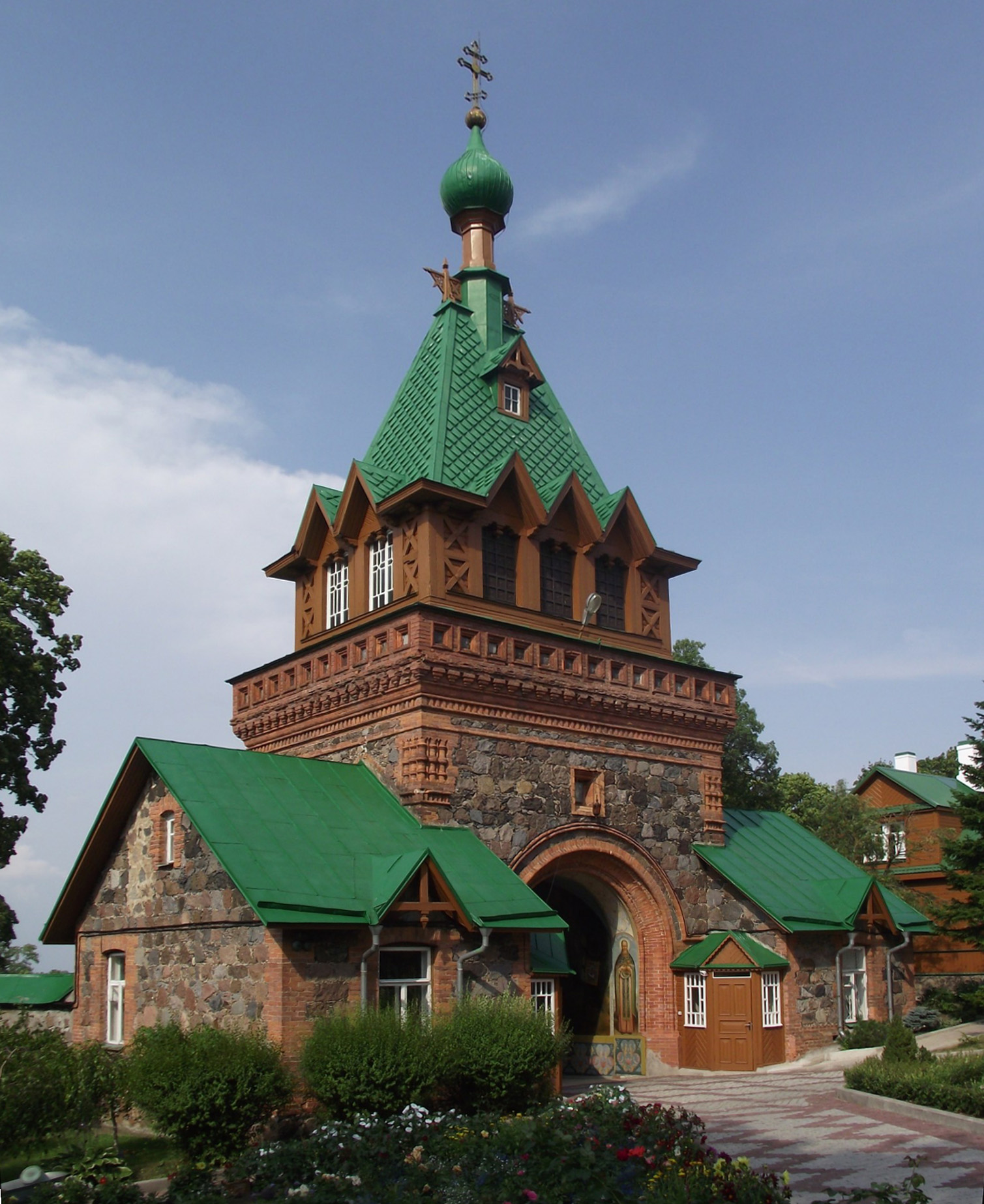
Gebäude des Nonnenklosters Pühtitsa

Kuremäe ist ein Dorf in der estnischen Landgemeinde Alutaguse (bis 2017 Illuka) im Kreis Ida-Viru. Es hat 271 Einwohner (Stand 1. Januar 2000).

## Seen
Die fünf idyllisch gelegenen Seen von Kuremäe (Puhatu järv, Puhatu Martiska järv, Pahanselja järv, Viinamardi järv und Korponi järv) sind beliebte Ausflugsziele für Wanderer und Angler.

## Nonnenkloster Pühtitsa

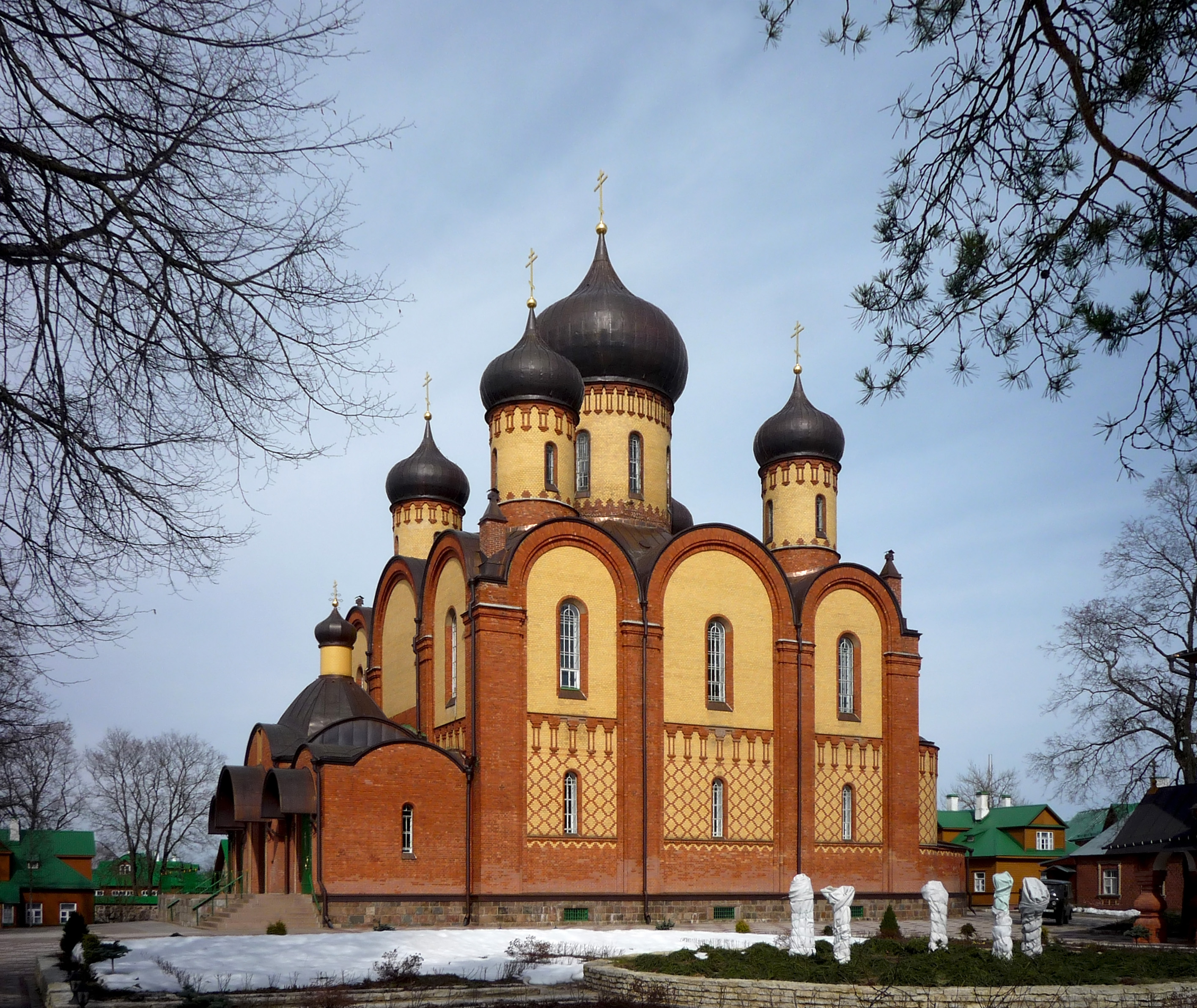
Hauptkirche des Nonnenklosters Pühtitsa

Berühmt ist Kuremäe für das russisch-orthodoxe Nonnenkloster von Pühtitsa (deutsch Püchtitz). Das Kloster wurde zwischen 1892 und 1895 gegründet.
Nach einer orthodoxen Legende kam es im 16. Jahrhundert in Kuremäe zu einer Erscheinung. Später soll unter einer alten Eiche eine Ikone gefunden worden sein. Nach heutiger These soll es sich damals um die Überreste einer Kapelle der Woten gehandelt haben. Danach wurde der Ort im Estnischen "geheiligt" (pühitsetud) genannt.
Spätestens seit 1608 ist in Kuremäe eine orthodoxe Kapelle nachweisbar. 1888 sandte eine Nonne des Ipatios-Klosters in Kostroma drei Schwestern nach Virumaa, um Kranke zu heilen. Diese erhielten 1891 die Erlaubnis der russischen Behörden, in Pühtitsa ein Nonnenkloster zu errichten. Patron des Baus wurde der Gouverneur des Gouvernement Estlands. Die Gründung des ersten orthodoxen Klosters in Estland rief den Widerstand der lutherischen deutschbaltischen Gutsbesitzer auf den Plan, die sich jedoch nicht durchsetzen konnten.
Im Mittelpunkt des Klosters steht eine Eiche mit einem Durchmesser von 4,3 m. Sie wird von den Gläubigen als geheiligter Baum angesehen. Um den Baum herum sind die Gebäude des Klosters angeordnet: die Wohnräume der Nonnen, die Winterkirche (Speisehaus), ein Krankenhaus, die Hauptkirche, der Glockenturm, die Heiligen Tore, eine Schule sowie das Gästehaus. Die Hauptkirche mit ihren fünf Kuppeln wurde 1908 bis 1910 gebaut. In ihr befinden sich drei Altäre sowie eine prächtig geschnitzte Ikonostase und wertvolle Wandmalereien. Die Kirche fasst 1200 Menschen.
Im Zweiten Weltkrieg besetzte die deutsche Wehrmacht das Kloster und richtete darin ein Kriegsgefangenenlager für sowjetische Gefangene ein.
Heute untersteht das Kloster wieder dem Patriarchat von Moskau und ganz Russland. Es leben etwa 100 Ordensschwestern und Novizinnen im Kloster. Die Schwestern pflegen eine traditionelle Lebensweise. Sie bieten aber auch für Interessierte Übernachtungen und Führungen an.